# Daniel Sanabria
Daniel Sanabria (8 februari 1977) is een voormalig Paraguayaans voetballer.

## Paraguayaans voetbalelftal
Daniel Sanabria debuteerde in 2001 in het Paraguayaans nationaal elftal en speelde 7 interlands.